# USS Harding (DD-625)
USS Harding (DD-625/DMS-28) là một tàu khu trục lớp Gleaves được Hải quân Hoa Kỳ chế tạo trong Chiến tranh Thế giới thứ hai. Nó đã tham gia suốt Thế Chiến II, cải biến thành một tàu quét mìn cao tốc với ký hiệu lườn DMS-28, sống sót qua cuộc xung đột, ngừng hoạt động năm 1945 và bị tháo dỡ năm 1947. Nó là chiếc tàu chiến duy nhất của Hải quân Hoa Kỳ được đặt theo tên Seth Harding (1734-1814), một thuyền trưởng trong cuộc Chiến tranh Cách mạng Hoa Kỳ.

## Thiết kế và chế tạo
Harding được chế tạo tại xưởng tàu của hãng Seattle-Tacoma Shipbuilding Corp. ở Seattle, Washington. Nó được đặt lườn vào ngày 22 tháng 7 năm 1941; được hạ thủy vào ngày 28 tháng 6 năm 1942, và được đỡ đầu bởi bà Sherwood A. Taffinder. Con tàu được cho nhập biên chế cùng Hải quân Hoa Kỳ vào ngày 25 tháng 5 năm 1943 dưới quyền chỉ huy của Thiếu tá Hải quân G. G. Palmer.

## Lịch sử hoạt động

### Mặt trận Đại Tây Dương
Sau khi hoàn tất việc chạy thử máy ngoài khơi San Diego, California, Harding lên đường vào ngày 1 tháng 7 năm 1943 để đi Norfolk, Virginia ngang qua kênh đào Panama. Đi đến Hampton Roads vào ngày 19 tháng 7, nó tiến hành huấn luyện trong vịnh Chesapeake và dọc theo vùng bờ Đông. Nó gia nhập một đoàn tàu vận tải tại Norfolk vào ngày 16 tháng 8, và trong tám tháng tiếp theo đã làm nhiệm vụ bảo vệ chống tàu ngầm cho các đoàn tàu vận tải vượt Đại Tây Dương. Trong giai đoạn này nó từng thực hiện ba chuyến đi khứ hồi đến Casablanca, Bắc Phi.
Sau khi hộ tống cho thiết giáp hạm Texas trong các hoạt động thực tập huấn luyện, Harding lên đường vào ngày 18 tháng 4 cùng một đoàn tàu hướng sang châu Âu, bắt đầu đóng góp vào Chiến dịch Overlord. Nó trải qua tháng 5 huấn luyện cùng các tàu chiến khác tại khu vực giữa Plymouth và Clyde; và vào sáng sớm ngày D 6 tháng 6 đã tham gia cùng các tàu khác trong cuộc Đổ bộ Normandy lịch sử. Nó được phân công nhiệm vụ bắn pháo hỗ trợ, bắn pháo giúp đỡ lực lượng trên bờ trong những giờ đầu tiên của cuộc đổ bộ, phá hủy các công sự và hỏa điểm giúp mở đường cho lực lượng tiến quân. Nó cũng gửi một xuồng cặp bờ tại Pointe du Hoc, mang theo hàng tiếp liệu cho lính biệt kích Lục quân, đón nhận tù binh cùng những người bị thương trở lại tàu. Nó tiếp tục hoạt động tại khu vực đổ bộ cho đến ngày 16 tháng 7, chống trả các cuộc không kích của đối phương và trợ giúp những tàu vận tải bị đánh trúng.
Chuyển trọng tâm hoạt động sang khu vực Địa Trung Hải, Harding lên đường vào ngày 1 tháng 8 để đi sang Oran, Algérie; và từ đây tham gia Chiến dịch Dragoon, cuộc đổ bộ của lực lượng Đồng Minh lên miền Nam nước Pháp, như một tàu hộ tống. Nó đi sang đảo Corse hầu như ngay sau đó, để rồi quay trở lại tuần tra khu vực đổ bộ ở miền Nam nước Pháp. Trong đêm 17 tháng 8, nó phát hiện một máy bay Không quân Đức bị bắn rơi, và sau  khi vớt các thi thể đã tiếp tục điều tra một tín hiệu chưa nhận dạng. Khi đèn pha của chiếc tàu khu trục chiếu sáng một vật thể lạ, một tràng súng máy đã phá hủy đèn pha, bộc lộ sự hiện diện của bốn tàu phóng lôi E-boat. Cùng với ba tàu khu trục khác, nó bước vào cuộc đấu với bốn tàu đối phương bị chiếu sáng bởi đạn pháo sáng. Cho dù có khả năng cơ động rất nhanh nhẹn, cả bốn tàu đối phương đều bị đánh chìm, trong đó ba chiếc bởi Harding. Nó đưa những người sống sót lên bờ và tiếp tục tuần tra cho đến ngày 24 tháng 8.
Harding gia nhập một đoàn tàu đổ bộ LCI trên đường đi Oran, Algeria vào ngày 24 tháng 8, quay trở lại miền Nam nước Pháp cho đến ngày 6 tháng 9, rồi lên đường đi New York vào ngày 25 tháng 9. Về đến nơi vào ngày 3 tháng 10, nó tiếp tục đi đến Xưởng hải quân Boston để được cải biến thành một tàu khu trục quét mìn, và được xếp lại lớp với ký hiệu lườn mới DMS-28 vào ngày 15 tháng 11. Rời xưởng tàu vào ngày 1 tháng 12 để chạy thử máy, nó tiến hành huấn luyện cho đến ngày 30 tháng 12, rồi lên đường đi sang khu vực Thái Bình Dương. Nó đi đến San Diego, California ngang qua kênh đào Panama vào ngày 15 tháng 1 năm 1945, và tiếp tục huấn luyện để hoàn thiện kỹ năng quét mìn.

### Mặt trận Thái Bình Dương
Harding khởi hành vào ngày 10 tháng 2, đi ngang qua Trân Châu Cảng và đi đến Ulithi vào ngày 9 tháng 3 để chuẩn bị cho cuộc đổ bộ lên Okinawa, chiến dịch đổ bộ lớn nhất và cuối cùng tại Mặt trận Thái Bình Dương. Nó lên đường đi Okinawa vào ngày 19 tháng 3, bắt đầu các hoạt động quét mìn chung quanh khu vực đổ bộ vào ngày 24 tháng 3. Trong cuộc đổ bộ đầu tiên vào ngày 1 tháng 4, nó phục vụ như tàu bảo vệ vòng ngoài, và tiếp tục đảm nhiệm vai trò nguy hiểm này dưới các cuộc không kích cảm tử ác liệt của đối phương. Sau khi suýt trúng bom từ một máy bay ném bom bay ngang trong cuộc không kích lớn đầu tiên vào ngày 6 tháng 4, nó được phân công bắn hỏa lực hỗ trợ cho lực lượng trên bờ trong đêm 8 tháng 4. Nó quay trở lại nhiệm vụ bảo vệ vào ngày hôm sau, và vào ngày 16 tháng 4 cùng các tàu khác bị bốn máy bay kamikaze tấn công. Một chiếc bị đánh đuổi, một chiếc khác bị bắn rơi, nhưng chiếc thứ ba đâm bổ trực tiếp vào cầu tàu của Harding. Bị hỏa lực phòng không bắn trúng, nó đâm xuống nước ngay sát mạn phải con tàu, làm thủng một lỗ lớn từ lườn tàu cho đến sàn chính khi quả bom chiếc máy bay mang theo phát nổ.
Chiếc tàu bị hư hại phải rút lui về Kerama Retto, với tổn thất 14 người thiệt mạng, tám người mất tích và chín người bị thương. Nó được sửa chữa tạm thời tại Okinawa, và về đến Trân Châu Cảng vào ngày 22 tháng 8 ngang qua Saipan. Từ Hawaii, nó đi ngang qua San Diego, kênh đào Panama và về đến Norfolk vào ngày 17 tháng 9. Nó được cho xuất biên chế vào ngày 2 tháng 11 năm 1945, và bị bán vào ngày 16 tháng 4 năm 1947 cho hãng Luia Brothers Co., Inc. tại Philadelphia để tháo dỡ.

## Phần thưởng
Harding được tặng thưởng ba Ngôi sao Chiến trận do thành tích phục vụ trong Thế Chiến II.